# 카미지 유스케
카미지 유스케(上地雄輔, 1979년 4월 18일 ~ )는 일본의 가수, 배우이다.

## 발자취
2008년 4월 11일에는 자신이 운영하는 블로그 '神児遊助'에 23만명이 방문해 '세상에서 가장 1일 방문자가 많은 블로그'로 기네스 세계 기록에 올랐다.
2009년 3월에는 솔로 가수로 데뷔했다.

## 출연

### 텔레비전 드라마
- 2002년 《고쿠센》
- 2002년 《런치의 여왕》 (제7화)
- 2003년 《고쿠센 스페셜》
- 2003년 《핫 맨》 (제1화)
- 2003년 《수박》 (제8화)
- 2004년 《앳 홈 대드》 나카무라 역 (제1화)
- 2007년 《호타루의 빛》 비디오 가게 점원 역 (제9화)
- 2008년 《루키즈》 에나쓰 스구루 역
- 2008년 《스크랩 티쳐~교사재생~》
- 2008년 《가난남자-봄비맨》
- 2008년 《세레브와 빈곤타로》
- 2009년 《가미지 유스케 이야기》 나레이션 담당
- 2009년 《천지인》 (대하드라마, NHK) - 고바야카와 히데아키 역
- 2009년 《기네: 산부인과의 여자들》

### 영화
- 2004년: 《심호흡의 필요》
- 2007년: 《크로우즈 제로》
- 2009년: 《드롭스》
- 2009년: 《크로우즈 제로 2》
- 2011년: 《슬랩스틱 브라더스》
- 2012년: 《무사 노보우 : 최후의 결전》
- 2017년: 《너의 췌장을 먹고 싶어》 - 미야타 카즈하루 역

### PV
- day after tomorrow 〈lost angel〉
- SunSet Swish 〈PASSION〉

## 음반

### 싱글
1. 〈히마와리〉 (ひまわり 해바라기[*]) (2009년 3월 11일)
2. 〈단포포〉 (たんぽぽ 민들레[*]) (2009년 6월 24일)
3. 〈이초〉 (いちょう) (2009년 11월 4일)
4. 〈라이온〉 (ライオン ) (2010년 3월 10일)

### 정규 음반
1. 《저기.. 이런 거 만들었는데》 (あの・・こんなんできましたケド。 아노 곤난 데키마시타케도[*]) (일본: 2009년 12월 16일, 한국: 2010년 1월 21일)

### 참가 작품
수치심
- 〈슈치신〉 (羞恥心) (2008년 4월 9일)
- 〈나카나이데〉 (泣かないで) (2008년 6월 25일)
- 〈요와무시 산타〉 (弱虫サンタ) (2008년 12월 10일)

알라딘
- 〈히와 마다 노보루〉 (陽は、また昇る) (2008년 7월 30일)